# گرائی
گرائی، روستایی از توابع بخش مرکزی شهرستان بردسیر در استان کرمان ایران است.

## جمعیت
این روستا در دهستان کوه پنج قرار دارد و براساس سرشماری مرکز آمار ایران در سال ۱۳۸۵، جمعیت آن ۳۳ نفر (۸خانوار) بوده‌است.